# Toneelmuziek
Toneelmuziek is muziek in een toneelstuk. De termen hiervoor in andere talen (Engels: incidental music, Italiaans: musica di scena) kunnen ook gebruikt worden voor muziek in een televisieprogramma, radioprogramma, videospel of een andere niet hoofdzakelijk muzikale vorm. Filmmuziek wordt merendeels beschouwd als apart genre, waarin de muziek in de film wordt aangeduid met de termen score of soundtrack.
Toneelmuziek is vaak achtergrondmuziek bij het toneelstuk, en draagt dan bij aan de sfeer tijdens de handelingen. Toneelmuziek kan ook delen bevatten die wel op de voorgrond treden, zoals een ouverture voorafgaand aan het toneelstuk, of muziek die tussen de bedrijven wordt gespeeld (een zogeheten entr'acte), of muziek die gebruikt wordt om op het toneel te dansen (ballet). Soms spelen musici live op het toneel, en spelen ze tevens een rol in het toneelstuk. 
Toneelmuziek werd al gebruikt in het Griekse drama. Bekende voorbeelden van toneelmuziek van Europese klassieke componisten zijn:
- Ludwig van Beethoven - Egmont
- Franz Schubert - Rosamunde
- Felix Mendelssohn - A Midsummer Night's Dream (van William Shakespeare)
- Georges Bizet - L'Arlésienne
- Edvard Grieg - Peer Gynt (van Henrik Ibsen)
- Claude Debussy - Syrinx (voor het stuk Psyché van Gabriel Mourey)

Deze toneelmuziek wordt veel vaker gespeeld tijdens concerten dan tijdens de toneelstukken waar ze oorspronkelijk voor geschreven zijn.